# Manfred Hassebrauck
Manfred Hassebrauck (* 9. April 1953 in Obersuhl) ist ein deutscher Sozialpsychologe.

## Leben
Manfred Hassebrauck studierte Psychologie an der Technischen Universität Berlin. Die Promotion über „Emotionale Konsequenzen distributiver Ungerechtigkeit. Experimentelle Untersuchung zur Equity-Theorie“ erfolgte 1984 an der Technischen Universität Darmstadt. Nach einer Tätigkeit am Kriminologischen Forschungsinstitut Niedersachsen (KFN) arbeitete er an der Universität Mannheim, an der er sich 1993 habilitierte.
Er war von 1997 bis 2000 Professor für Sozialpsychologie an der Gerhard-Mercator-Universität Duisburg (jetzt: Universität Duisburg-Essen). Von 2000 bis 2019 war er anschließend Professor für Sozialpsychologie an der Bergischen Universität Wuppertal.
Hassebrauck gilt als Experte zu den Themen Liebe, Partnerwahl und Beziehung. Zu seinen Hauptforschungsgebieten gehören Aspekte der sozialen Attraktion, wie das Entstehen von Sympathie, Schönheit und enge Beziehungen.
Er ist als Berater, teils mit eigener Kolumne, bei verschiedenen kommerziellen Online-Partnervermittlungen tätig.
Er ist verheiratet und hat eine Tochter.

## Schriften
- Emotionale Konsequenzen distributiver Ungerechtigkeit. Experimentelle Untersuchung zur Equity-Theorie. Roderer, Regensburg 1984, ISBN 3-89073-350-6. (Zugleich: Darmstadt, Technische Hochschule, Diss.).
- Physische Attraktivität. (Zusammen mit Reiner Niketta). Hogrefe, Göttingen 1993, ISBN 3-8017-0600-1.
- Cognitions of relationship quality. A prototype analysis of their structure and consequences. In: Personal Relationships. 4, 1997, S. 163–185. ISSN 1350-4126.
- The visual process method. A new method to study physical attractiveness. In: Evolution and Human Behavior. 19, 1998, S. 111–123. ISSN 1090-5138.
- A prototype matching model of relationship quality. (Zusammen mit A. Aron). In: Personality and Social Psychology Bulletin. 27, 2001, S. 1111–1122. ISSN 0146-1672.
- Warum wir  aufeinander fliegen. Die Gesetze der Partnerwahl. (Zusammen mit Beate Küpper). Rowohlt, Reinbek 2002, ISBN 3-499-61347-6. (rororo. 61347).
- Interpersonelle Attraktion. (Zusammen mit A. Kümmerling). In: Hans-Werner Bierhoff, Dieter Frey (Hrsg.): Handbuch der Sozialpsychologie und Kommunikationspsychologie. Hogrefe, Göttingen 2006, ISBN 978-3-8017-1844-2, S. 214–218. (Handbuch der Psychologie. Band 3).
- Physische Attraktivität. In: Hans-Werner Bierhoff, Dieter Frey (Hrsg.): Handbuch der Sozialpsychologie und Kommunikationspsychologie. Hogrefe, Göttingen 2006, ISBN 978-3-8017-1844-2, S. 219–225. (Handbuch der Psychologie. Band 3).
- Alles über die Liebe. mvg-Verlag, München 2010, ISBN 978-3-86882-166-6.
- Der kleine Liebesberater. 100 Fragen und Antworten zu Sex und Partnerschaft. Klett-Cotta, Stuttgart 2012, ISBN 978-3-608-94711-3.